# Tapiranga szkarłatna
Tapiranga szkarłatna (Ramphocelus dimidiatus) – gatunek małego ptaka z rodziny tanagrowatych (Thraupidae). Występuje w Panamie, Kolumbii oraz Wenezueli; introdukowany w Polinezji Francuskiej. Jego środowiskiem życia są tropikalne i subtropikalne lasy nizinne i zdegradowane tereny po zniszczeniu lasów.

## Systematyka
Po raz pierwszy tapiranga szkarłatna została opisana przez francuskiego badacza Frédérica de Lafresnaye w 1837 roku. Jest jednym z 8 gatunków z rodzaju Ramphocelus, najbliżej spokrewniona jest z tapirangą czarnobrzuchą (R. nigrogularis). Ich drogi rozeszły się około 800 000 lat temu. Wyróżniono kilka podgatunków R. dimidiatus:
- R. dimidiatus arestus – Coiba (na południe od Panamy);
- R. dimidiatus limatus – Wyspy Perłowe;
- R. dimidiatus dimidiatus – centralna Panama, północna Kolumbia i zachodnia Wenezuela;
- R. dimidiatus molochinus – centralna Kolumbia.

## Charakterystyka
Ptak ten mierzy około 18 cm długości. Głowa i pierś jest ciemnoczerwona, odcień upierzenia jaśnieje w kierunku ogona. Sam ogon oraz skrzydła są czarne. Dorosłe samce mają srebrzysty połysk na żuchwie (dolnej części dzioba) oraz czarną środkową część brzucha; samice mają bardziej matowe upierzenie na całym ciele z niemal czarniawym gardłem i piersią, ale bez czarnej plamy na brzuchu, mają też czarniawy dziób.

## Występowanie
Występuje w północnej i zachodniej Kolumbii, w regionie jeziora Maracaibo w Wenezueli, i na całym terytorium Panamy. Zamieszkuje głównie lasy, ogrody i tereny krzewiaste.

## Tryb życia
W okresie lęgowym samica składa dwa niebieskie jaja, pokryte czarnymi kropkami.

## Status
W Czerwonej księdze gatunków zagrożonych IUCN tapiranga szkarłatna klasyfikowana jest jako gatunek najmniejszej troski (LC, Least Concern) nieprzerwanie od 1988 roku. Ptak ten opisywany jest jako pospolity. Liczebność światowej populacji, według szacunków organizacji Partners in Flight z 2019 roku, mieści się w przedziale 500 000 – 4 999 999 dorosłych osobników; trend liczebności populacji oceniono jako stabilny.